# بلاکسبرگ ماونتین (داکوتای جنوبی)
بلاکسبرگ ماونتین (به انگلیسی: Blucksberg Mountain) یک منطقهٔ مسکونی در ایالات متحده آمریکا است که در شهرستان مید، داکوتای جنوبی واقع شده‌است. بلاکسبرگ ماونتین ۴۶۲ نفر جمعیت دارد و ۱٬۱۸۵٫۹۹ متر بالاتر از سطح دریا واقع شده‌است.